# Valeriana moyanoi
Valeriana moyanoi är en kaprifolväxtart som beskrevs av Carlos Luis Spegazzini. Valeriana moyanoi ingår i släktet vänderötter, och familjen kaprifolväxter. Inga underarter finns listade i Catalogue of Life.